# Década moderada

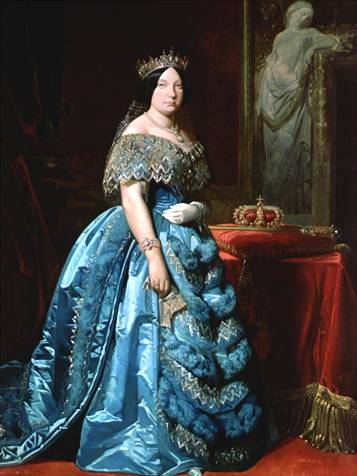
Isabel II.

La década moderada es el nombre con el que se conoce al período del reinado de Isabel II transcurrido entre mayo de 1844 y julio de 1854, así llamado porque durante esos diez años los liberales conservadores del Partido Moderado detentaron en exclusiva el poder gracias al apoyo de la Corona, sin que los liberales progresistas tuvieran la más mínima oportunidad para acceder al gobierno. Comenzó cuando el líder del Partido Moderado, el general Narváez, asumió la Presidencia del Gobierno el 4 de mayo de 1844, y terminó con la Revolución española de 1854, que dio paso al Bienio Progresista (1854-1856).

## La proclamación de la mayoría de edad de Isabel II y el inicio de la década moderada

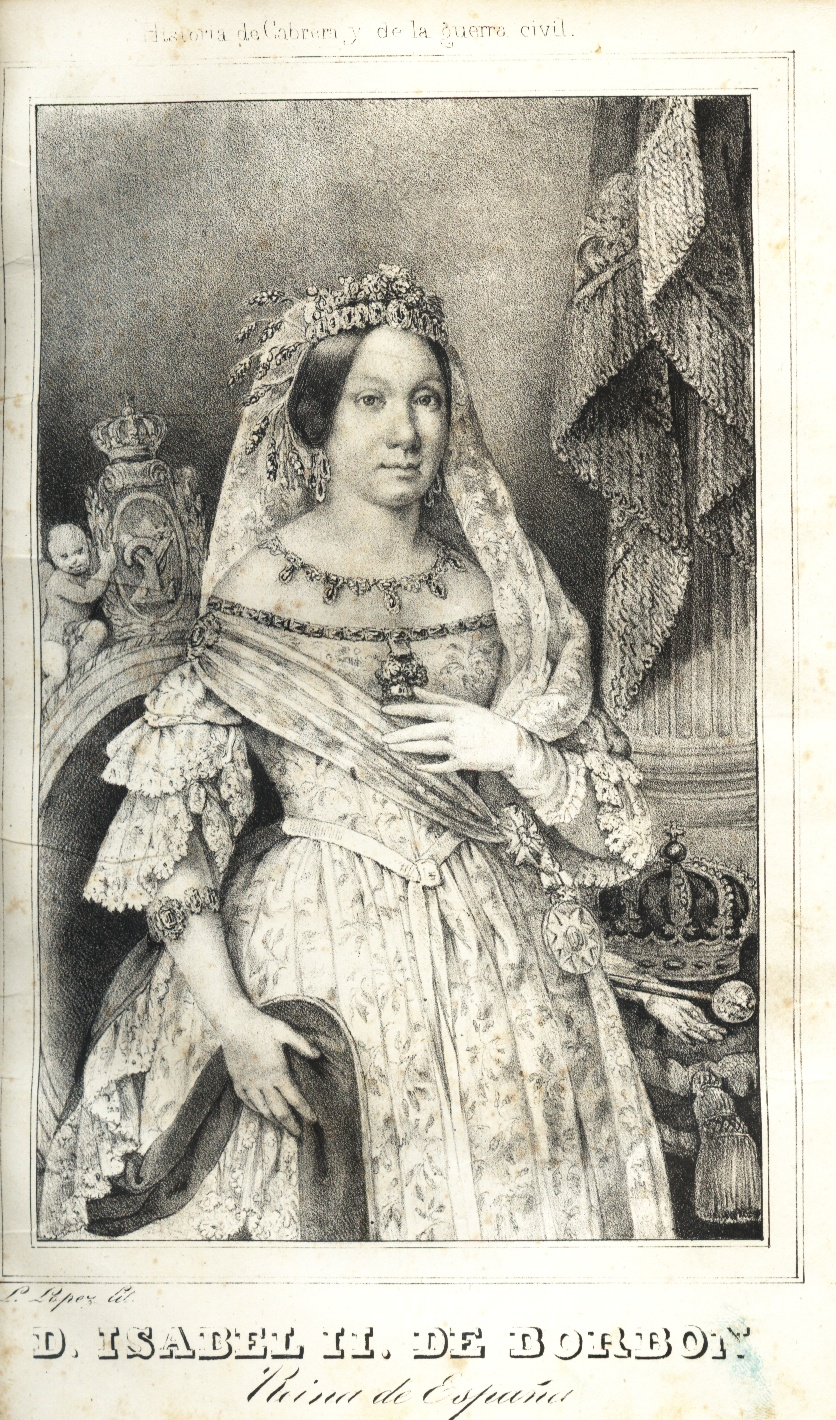
Isabel II a la edad de 15 años

El exilio de Espartero produjo un vacío político. Joaquín María López, del Partido Progresista, fue restituido por las Cortes en el puesto de Jefe de Gobierno el 23 de julio de 1843 y para acabar con el Senado donde los "esparteristas" tenían la mayoría, lo disolvió y convocó elecciones para renovarlo totalmente -lo que violaba el artículo 19 de la Constitución de 1837 que solo permitía hacerlo con un tercio del mismo-. Asimismo nombró el Ayuntamiento y la Diputación de Madrid -lo que también suponía violar la Constitución- para evitar que en unas elecciones los "esparteristas" pudieran copar ambas instituciones -López lo justificó así:«cuando se pelea por la existencia, el principio de conservación es el que descuella sobre todos: se hace lo que con el enfermo a quien se amputa para que viva»-.
En septiembre de 1843 se celebraron elecciones a Cortes en las que progresistas y moderados se presentaron en coalición en lo que se llamó "partido parlamentario", pero los moderados obtuvieron más escaños que los progresistas, que además seguían divididos entre "templados" y "radicales" por lo que carecían de un único liderazgo. Las Cortes aprobaron que Isabell II sería proclamada mayor de edad anticipadamente en cuanto cumpliera al mes siguiente los 13 años de edad. El 10 de noviembre de 1843 juró la Constitución y a continuación siguiendo los usos parlamentarios el gobierno de Joaquín María López dimitió. El encargo de formar gobierno lo recibió Salustiano de Olózaga, el líder del sector "templado" del progresismo.

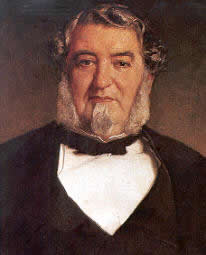
Retrato de Salustiano de Olózaga, óleo de Antonio Gisbert Pérez en 1872, Congreso de los Diputados.

El primer revés que sufrió el nuevo gobierno fue que su candidato a presidir el Congreso de Diputados, el anterior primer ministro Joaquín María López, fue derrotado por el candidato del Partido Moderado Pedro José Pidal, que no solo recibió los votos de su partido sino los del sector "radical" de los progresistas encabezado en aquel momento por Pascual Madoz y Fermín Caballero, a los que se sumó el "templado" Manuel Cortina. Cuando se presentó la segunda dificultad, sacar adelante la Ley de Ayuntamientos, Olózaga recurrió a la reina para que disolviera las Cortes y convocara nuevas elecciones que le proporcionaran una Cámara adicta, en vez de presentar la dimisión al haber perdido la confianza de las Cortes. Fue entonces cuando se produjo el "incidente Olózaga" que conmocionó la vida política ya que el presidente del gobierno fue acusado por los moderados de haber forzado a la reina a firmar los decretos de disolución y convocatoria de Cortes. Olózaga a pesar de proclamar su inocencia no tuvo más remedio que dimitir y el nuevo presidente fue el moderado Luis González Bravo que convocó elecciones para enero de 1844 con el acuerdo de los progresistas, a pesar de que el gobierno nada más llegar al poder a principios de diciembre había vuelto a poner en vigor la Ley de Ayuntamientos de 1840 -que había dado lugar a la progresista "revolución de 1840" que terminó con la regencia de María Cristina de Borbón y la asunción de la misma por el general Baldomero Espartero-.
Las elecciones de enero de 1844 fueron ganadas por los moderados, lo que provocó levantamientos progresistas en varias provincias en febrero y marzo denunciando la influencia del gobierno en las mismas. Así, los líderes progresistas Cortina, Madoz y Caballero fueron encarcelados durante seis meses -Olózaga no fue detenido porque se encontraba en Lisboa y Joaquín María López permaneció escondido hasta que sus compañeros salieron de prisión-. En mayo el general Narváez asumió la presidencia del gobierno, inaugurando la llamada Década moderada (1844-1854), diez años en los que el Partido Moderado detentó en exclusiva el poder gracias al apoyo de la Corona, sin que los progresistas tuvieran la más mínima oportunidad para acceder al gobierno.

## La aprobación de la nueva Constitución de 1845

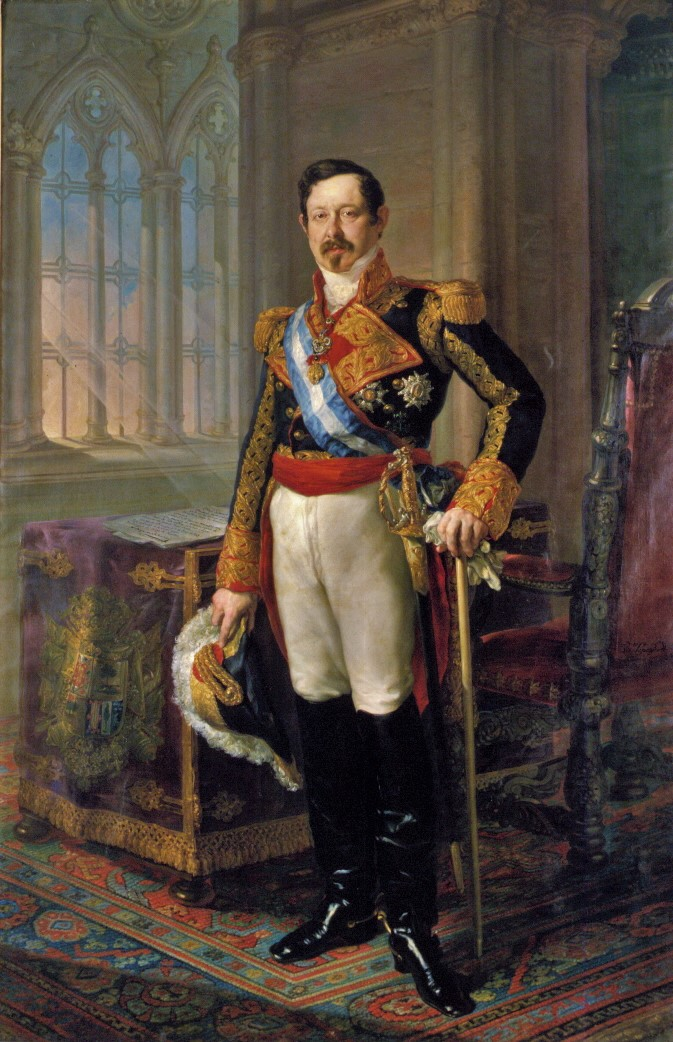
Ramón María Narváez

Cuando en mayo de 1844 el general Ramón María Narváez se hizo cargo del gobierno, los moderados estaban divididos respecto a la necesidad de reformar la Constitución de 1837 entonces vigente -incluso el grupo más reaccionario encabezado por el marqués de Viluma abogaba por su derogación y la vuelta a la carta otorgada del Estatuto Real de 1834-. Narváez se inclinó finalmente por la opción de la reforma defendida por el grupo liderado por Alejandro Mon y Pedro José Pidal frente al grupo de moderados "puritanos" que defendían su mantenimiento porque su aprobación había sido fruto del consenso entre los dos grandes partidos liberales, moderados y progresistas, lo que les permitiría alternarse en el gobierno sin tener que cambiar la Constitución cada vez que se cambiaba el gobierno.
En realidad lo que defendían Mon y Pidal era elaborar una nueva Constitución pues los cambios que proponían eran muy importantes: sustituir el principio de la soberanía nacional por el de la "soberanía compartida" entre el rey y las Cortes, lo que situaba en un mismo plano a la Corona y a la Nación y reforzaba los poderes de la primera; y la sustitución del Senado electivo por uno designado por la Corona, que además sería vitalicio. Estos cambios fueron completamente rechazados por los progresistas, algunos de los cuales incluso abogaban por recortar los poderes que había concedido a la Corona la Constitución de 1837, especialmente en cuanto a la suspensión y disolución de las Cortes, mientras la mayoría de los progresistas se alineaba con los moderados "puritanos" en su defensa de la Constitución de 1837 sin introducir ningún cambio.
Para llevar a cabo la reforma de la Constitución Narváez convocó elecciones para el verano de 1844 en la que los progresistas no participaron porque estaban a favor de mantener intacta la Constitución y porque sus principales líderes estaban en prisión o huidos como consecuencia de las revueltas progresistas que se produjeron en febrero y marzo de 1844 tras las elecciones de enero en las que denunciaron la "influencia" del gobierno moderado de Luis González Bravo en el resultado de las mismas. Así fue como los moderados pudieron aprobar sin ningún tipo de oposición la nueva Constitución de 1845 hecha a su medida.
En la nueva Constitución la soberanía era "compartida" entre las Cortes y la Reina, a la cual se le dejaban bastantes poderes, ya que se la suponía controlada por el partido moderado. Como consecuencia de este principio el poder legislativo era compartido entre las Cortes y la Reina. Las Cortes estarían formadas por dos órganos legislativos, el Congreso de los Diputados y el Senado. El Congreso estaría integrado por representantes elegidos por sufragio censitario por los electores de mayores rentas del país, aunque estos no llegaban a representar el 1% de la población. Mientras que el Senado estaría formado por senadores elegidos por la Reina en un número ilimitado. Los derechos y libertades se declaran, incluido el de la libertad de expresión, pero sus límites quedarían en manos de las leyes, que serán las que decidan los miembros de las Cortes, gentes de altas rentas que harían las leyes a su medida impidiendo el acceso al poder de los otros grupos sociales y políticos, como los progresistas.
El vuelco a los avances liberales progresistas de las etapas anteriores se completó con una nueva ley municipal del 8 de enero de 1845 con sufragio directo censitario y con el reforzamiento del centralismo.

## La inestabilidad de los gobiernos
Pronto surgió la división del Partido Moderado lo que coadyuvó a la inestabilidad política que se manifestó en los continuos cambios en la presidencia del gobierno, que comenzaron con el cese de Narváez el 11 de febrero de 1846, asociado al conflictivo matrimonio que se pactó para la Reina. En efecto, ésta se casará en dicho año con Francisco de Asís de Borbón, primo suyo, el 10 de octubre, el mismo día que cumplió dieciséis años. Antes, la madre de la Reina, la ex Regente María Cristina había urdido un plan matrimonial para casar a su hija con el heredero de la Corona francesa. Tales propósitos levantaron las suspicacias de Inglaterra que a toda costa quería que se respetase el Tratado de Utrecht y evitar que las dos naciones estuvieran unidas bajo un solo rey. Tras los Acuerdos de Eu se limitó el número de candidatos para Isabel a poco más de seis, entre los que finalmente se eligió a Francisco de Asís.

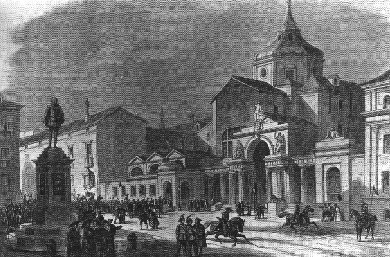
Grabado del Palacio de las Cortes en 1843

Por influencia de los moderados "puritanos" de Joaquín Francisco Pacheco, el gobierno de Francisco Javier de Istúriz, que sucedió al de Narváez en abril de 1846, intentó integrar a los progresistas en la Monarquía para establecer en el futuro el turno de partidos y afianzar así el trono de Isabel II. Para ello realizó varios gestos como devolver al general Espartero todos los cargos y honores que le habían sido arrebatados por el gobierno de Joaquín María López tras ser obligado a renunciar a la Regencia; la anulación de la acusación contra Salustiano de Olózaga de haber forzado a la reina a que firmara el decreto de disolución de las Cortes cuando a finales de 1843 fue presidente del gobierno; o, con motivo de la boda de la reina el 10 de octubre, la amnistía a todos los dirigentes progresistas encausados por las revueltas de febrero y marzo de 1844. Estas medidas permitieron volver a España al general Espartero, a Olózaga y a otros dirigentes progresistas, y además les convencieron para presentarse a las elecciones de diciembre de 1846 en las que obtuvieron 53 escaños. Se estableció entonces la colaboración parlamentaria entre los progresistas y los "puritanos", una prueba más de su acercamiento al régimen de la Constitución de 1845, que tuvo como colofón el nombramiento por la reina del general Espartero como senador, en un momento en que este se había convertido en el líder de hecho de los progresistas, convencidos de "que la Corona vería en un militar la persona adecuada para alternar en el poder con el que lideraba el moderantismo, Narváez".
Istúriz consiguió mantenerse en el poder hasta el 28 de enero de 1847, cuando un pulso por el control de las Cortes con Mendizábal y Olózaga, de retorno ya del destierro tras la personal autorización de la Reina, le obligó a dimitir. De enero a octubre de ese año se sucedieron tres gobiernos sin rumbo mientras los carlistas seguían creando problemas, al tiempo que algunos emigrados liberales volvían del exilio.
El 4 de octubre de 1847 fue nombrado de nuevo presidente Narváez, y este prosiguió la política de integración de los progresistas -les comunicó que deseaba «regularizar el organismo constitucional y hacer posible el turno en el poder de todos los partidos que realmente reconocieran a la reina»- hasta que estalló la Revolución de 1848 en Francia que supuso la caída de la Monarquía y la proclamación de la República y luego se extendió por toda Europa. Entonces Narváez, como la propia reina, pensó que el turno con los progresistas podía abrir las puertas a la revolución, con lo que su gobierno dio un giro autoritario para prevenir desórdenes. En el debate que se produjo en el Congreso de los Diputados sobre el proyecto de ley presentado por el gobierno de Narváez de suspensión de las garantías constitucionales, los progresistas se ofrecieron como alternativa con un gobierno presidido por Espartero que impidiera con reformas que estallara la revolución también en España. Salustiano Olózaga dijo que el objetivo del mismo sería «no sólo salvar el trono, sino mantener la tranquilidad, aumentar la prosperidad del país, liberarle de la guerra civil, de la anarquía y de las complicaciones extranjeras». La propuesta progresista no fue aceptada, entre otras cosas porque ni la reina madre María Cristina ni Isabel II guardaban un buen recuerdo de la actuación del general Espartero cuando solo ocho años antes había obligado a la regente a marchar al exilio.
La Revolución de 1848 que recorría toda Europa, protagonizada por el movimiento obrero y la burguesía más liberal, provocó insurrecciones en el interior de España, duramente reprimidas; además se produjo la ruptura de relaciones diplomáticas con Gran Bretaña al considerarla partícipe e instigadora de los movimientos carlistas en la denominada Guerra dels Matiners. Narváez duró en el gobierno hasta el 10 de enero de 1851 cuando fue sustituido por Juan Bravo Murillo.

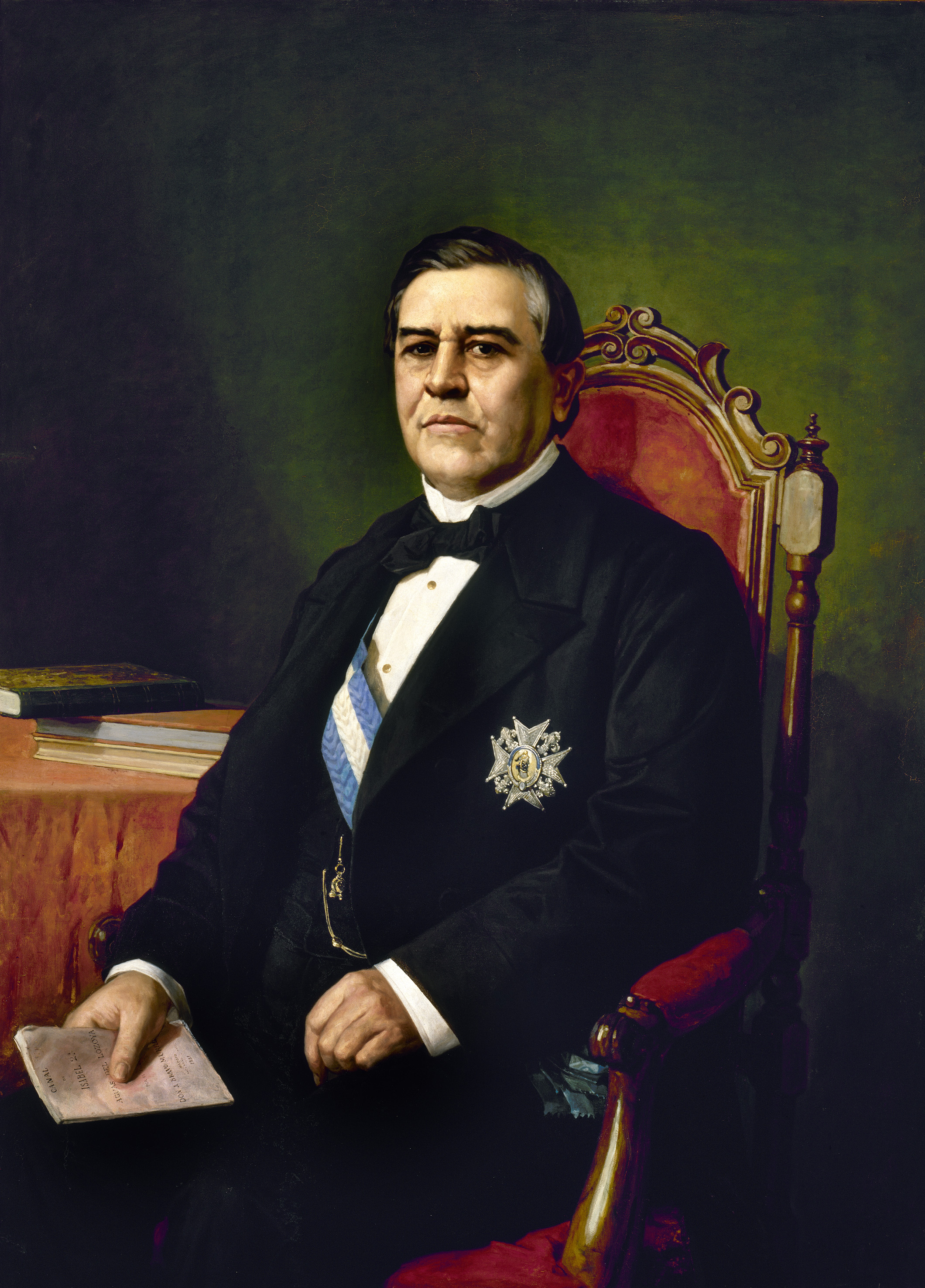
Juan Bravo Murillo, presidente del gobierno cuando se firmó el Concordato de 1851

El gobierno de Bravo Murillo frustró de nuevo la posibilidad del turno de moderados y progresistas en el gobierno, en un momento en que estos últimos habían reafirmado su lealtad a la monarquía de Isabel II tras la salida del partido del sector democrático en abril de 1849. El hecho fundamental que entorpeció la consolidación del régimen constitucional fue la violación por parte del gobierno y de la Corona de las reglas parlamentarias con el objetivo de conseguir unas Cortes adictas que aprobaran la reforma de la Constitución de 1845 en un sentido reaccionario.
El 1 de diciembre de 1852 era derrotado el candidato gubernamental a la presidencia del Congreso de Diputados. La respuesta del moderado "autoritario" Bravo Murillo no fue dimitir, conforme a los usos parlamentarios, sino obtener de la reina al día siguiente el decreto de disolución de las Cortes para así conseguir la elección de unas Cámaras adictas que aprobaran la reforma de la Constitución de 1845 que el gobierno había presentado. La respuesta de los moderados de Narváez, unidos ahora a los moderados "puritanos", y de los progresistas fue pedir la dimisión de Bravo Murillo, que abandonó el cargo el 14 de diciembre, pero la reina no llamó a formar gobierno a un político que tuviera el suficiente respaldo en las Cortes, sino a un hombre de su confianza que solo respondería ante la Corona, Federico Roncali, al que sucedieron Francisco Lersundi Hormaechea (presidente del gobierno entre el 14 de abril y el 19 de septiembre de 1853) y Luis José Sartorius, Conde de San Luis que se mantuvo en el gobierno desde el 19 de septiembre de 1853 hasta el 17 de julio de 1854.
Así pues, la respuesta de la Corona a la violación de los usos parlamentarios por Bravo Murillo fue nombrar sucesivos gobiernos presididos por Roncali, Lersundi y el Conde de San Luis que respondían únicamente ante la reina porque carecían de base parlamentaria. A esta inestabilidad política se sumó la acusación de corrupción, como la concesión arbitraria de licencias para el trazado de líneas ferroviarias sin la correspondiente autorización parlamentaria, o la pretensión de que las mismas fueran aprobadas por decreto lo que fue rechazado por el Senado -"al día siguiente de la votación, el Gobierno de Sartorius cerró las Cortes, separó a todos los magistrados y empleados públicos que habían votado en contra y desterró a varios generales y periodistas"-. La consecuencia de todo ello fue el desprestigio de la Corona que "ignoró la opinión de la mayor parte de los partidos, y se fio de una fracción que quebrantaba la Constitución para introducir formas contrarias al parlamentarismo".

## La obra de la década moderada
Los objetivos primordiales de los moderados eran conjugar el orden junto con ciertas libertades, pero primando el orden para poder asentar el Estado liberal y lograr el crecimiento del país. Así, cuando Narváez llegó a la Presidencia de Gobierno en mayo de 1844, inició una serie de reformas para fortalecer la Corona, lograr una administración centralista y lograr un Estado en orden, lo que suponía limitar la libertad de expresión y de imprenta, eliminar la elección popular de las autoridades de los ayuntamientos y la Milicia Nacional.
Buscando el orden público, después de disolver la Milicia Nacional propia de los progresistas, en octubre de 1844, crearon la Guardia Civil, un cuerpo de seguridad que durará hasta la actualidad a pesar de los diferentes regímenes políticos que ha habido en España.
Otra reforma importante fue la reforma de la administración del Estado. En busca del orden social, los moderados organizaron el Estado en provincias, ya diseñadas por Javier de Burgos en 1833, y cada provincia en municipios. Los cargos de poder provincial serían los Gobernadores civiles, nombrados por el Gobierno, y estos nombrarían a su vez a los cargos municipales de los ayuntamientos, con lo cual se estableció un monopolio del poder por los moderados en todas las escalas, y se garantizó el control de todas las instituciones. En cuanto a los territorios forales, el deseo de orden de los moderados les obligó a respetar las instituciones forales con las que esas provincias funcionaban sin problemas, por lo que el Régimen Foral sobrevivió durante el gobierno de los moderados.
También se reguló la educación a través del Plan Pidal (Decreto del 17 de septiembre de 1845). La educación quedó centralizada en manos del Estado y organizada en niveles (estudios primarios, secundarios y universitarios). Aparecen los institutos para impartir la enseñanza secundaria. Cada capital de provincia debía contar con al menos uno. Se creó un Consejo de Instrucción Pública (1846) para regular los contenidos de los libros de texto, buscando la uniformidad. También se reguló el acceso a la función docente. En un principio se apostó por una enseñanza laica, pero esta disposición quedó anulada por la firma del Concordato de 1851. El Plan Pidal sería sustituido por la Ley Moyano de 1857.   

### El Concordato de 1851

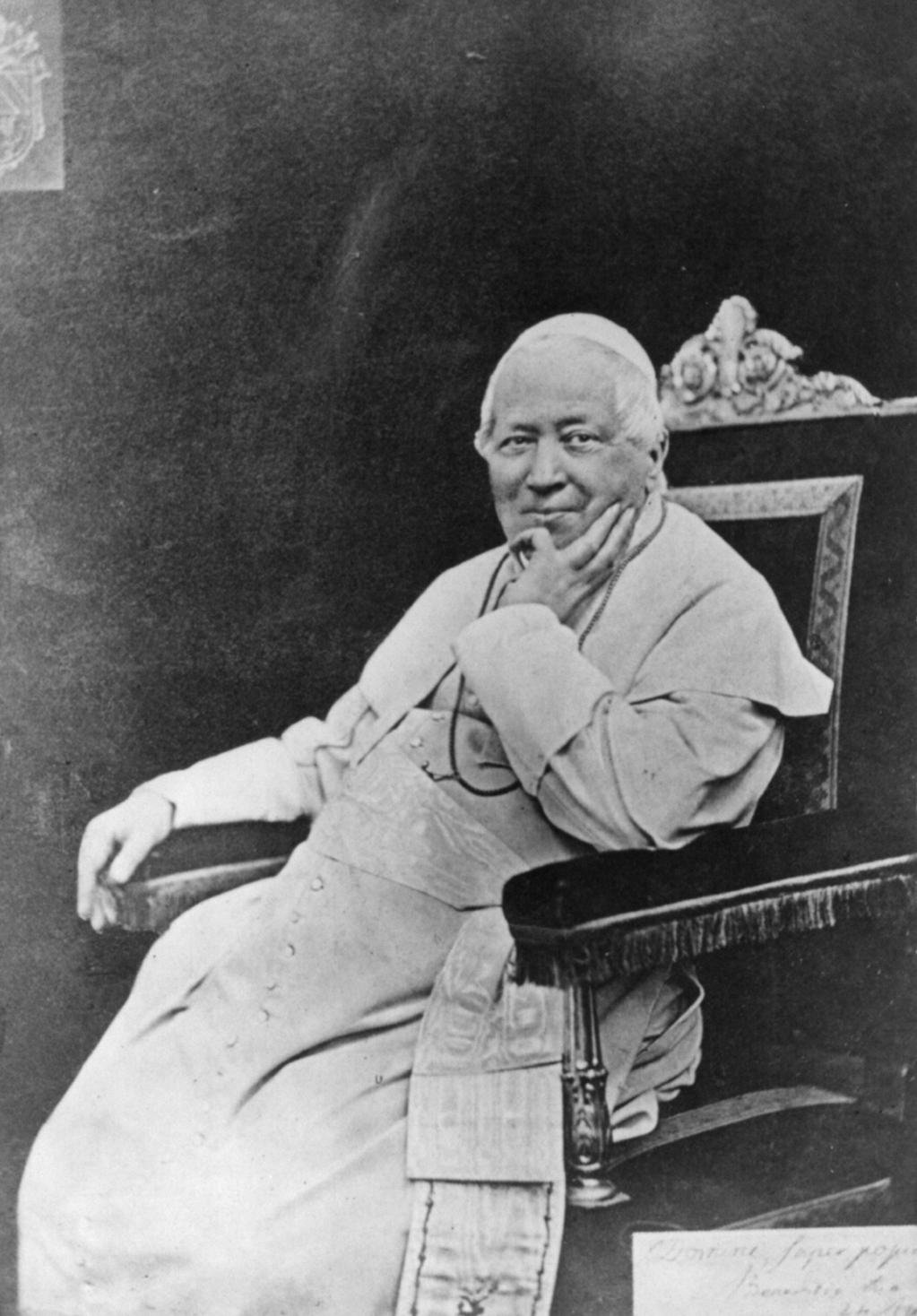
Papa Pío IX.

En cuanto a la cuestión religiosa los sucesivos gobiernos moderados trataron de apaciguar el enfrentamiento con la Santa Sede como consecuencia de los procesos de desamortización llevados a cabo por Mendizábal en el periodo anterior, mediante la firma de un Concordato en 1851 con el Papa Pío IX, el segundo de la historia de España que, en síntesis, venía a establecer una política de protección de los bienes de la Iglesia católica ante posibles nuevos procesos de desamortización de los mismos, especialmente los civiles; se frenó la venta de los que todavía estaban en poder del Estado y la Iglesia obtuvo compensaciones económicas. En su artículo primero el Concordato establecía:

La religión católica, apostólica, romana, que con exclusión de cualquier otro culto continúa siendo la única de la nación española, se conservará siempre en los dominios de S. M. Católica con todos los derechos y prerrogativas de que debe gozar según la ley de Dios y lo dispuesto por los sagrados cánones (...)

La firma del Concordato se produjo durante el gobierno de Bravo Murillo y en él el Papa aceptaba la desamortización del Clero y en contrapartida el Estado se comprometía al mantenimiento de la Iglesia. Por otra parte el Gobierno consiguió también el derecho de presentación para el nombramiento de obispos por el Papa, heredero del concordato regalista de 1753. De este modo los ánimos se serenan y con el derecho de presentación se garantiza que la jerarquía eclesiástica ha de ser del gusto del Gobierno. Este proceso de acercamiento a la Iglesia creó las bases para la tranquilidad general en materia religiosa, la cual era fundamental para lograr la convivencia general del país.

### Economía
En cuanto a la Hacienda, existía un descontrol enorme en los impuestos, por lo que los moderados buscaron establecer una nueva fiscalidad equitativa y ordenada. Para ello se eliminaron los innumerables impuestos antiguos y quedaron solo unos pocos, que englobaban o transformaban a los anteriores y los hacían más justos y controlables. Destacó en esta época la labor del ministro de hacienda Alejandro Mon y su colaborador Ramón Santillán, que trataron de equilibrar la deuda del estado con los ingresos a través de la ley Mon-Santillán (1845), una ley que modernizó la economía del país.
La transformación fiscal principal consistió en las nuevas contribuciones directas con las que se intentaba que cada ciudadano pagara en función de su renta. Esto fue difícil de aplicar, puesto que al no existir unas estadísticas fiables, no pudo evitarse el fraude por parte de muchos contribuyentes, por lo que hubo que insistir en impuestos indirectos que afectaban a todos los consumidores independientemente de su renta. Estos impuestos indirectos causaron un importante encarecimiento de la vida que estuvo en la base de las protestas populares de esos años y fue uno de los detonantes de la Vicalvarada y del comienzo del Bienio progresista.

## El fin de la década moderada: la "revolución de 1854"

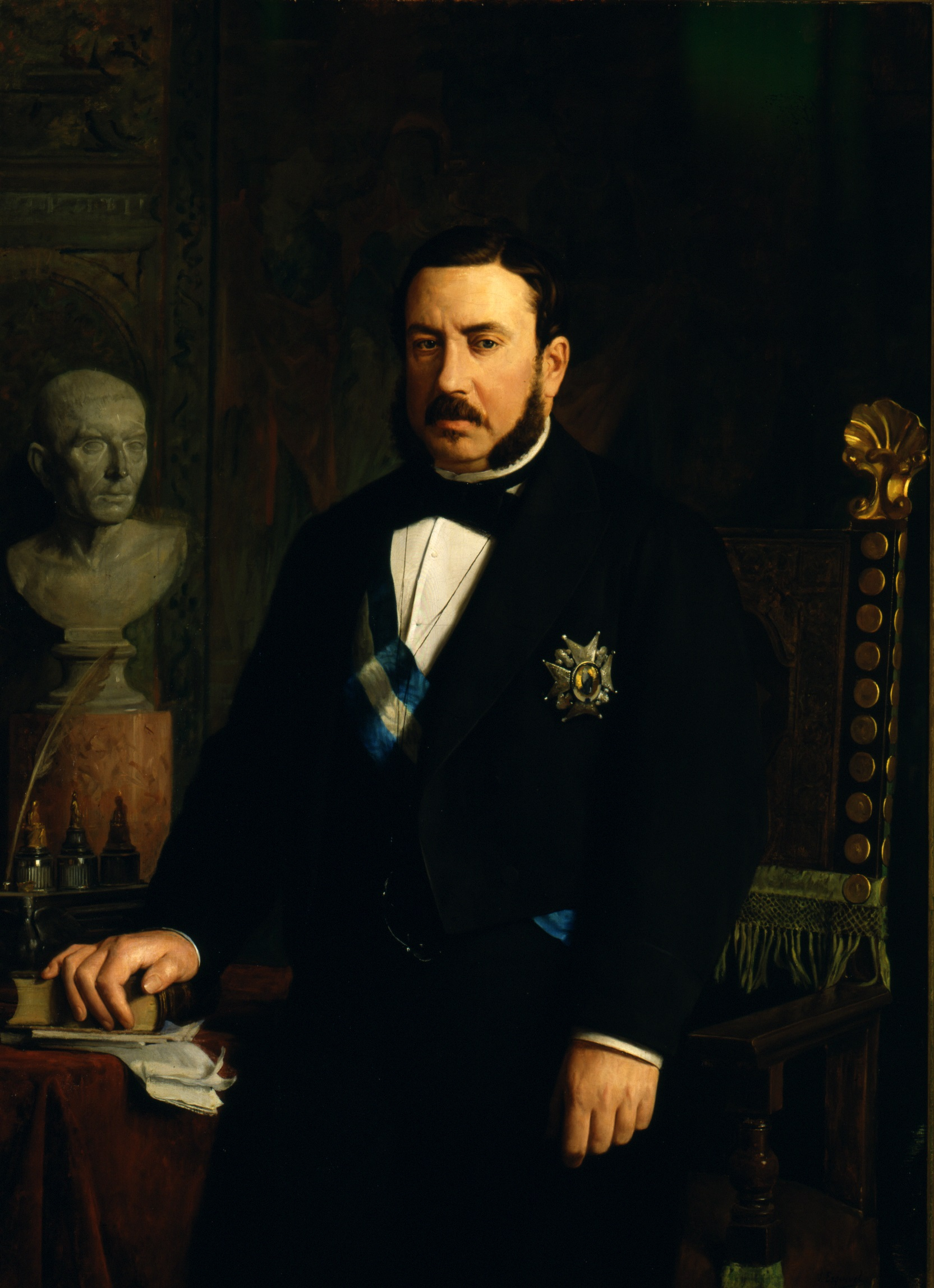
Luis José Sartorius, Conde de San Luis.

La violación de los usos parlamentarios por parte de la Corona provocó el acercamiento entre los moderados de Narváez y los moderados "puritanos" con los progresistas que llegaron a formar un comité electoral para presentar candidaturas conjuntas en las elecciones cuyo objetivo era la conservación del régimen representativo que consideraban en peligro. Asimismo los "puritanos" Ríos Rosas y Joaquín Francisco Pacheco entraron en contacto con varios militares adictos, como el general O'Donnell, y progresistas, como los generales Dulce y Ros de Olano, para organizar un pronunciamiento cuyo objetivo era obligar a la reina Isabel II a sustituir el gobierno del Conde de San Luis por otro de "unión liberal".
El pronunciamiento lo inició el general O'Donell el 28 de junio de 1854, pero el enfrentamiento con las tropas fieles al gobierno en la localidad cercana a Madrid de Vicálvaro -lo que dará nombre a la rebelión: La Vicalvarada- resultó indeciso, por lo que las fuerzas de O'Donell se retiraron hacia el sur vagando por La Mancha y encaminándose a Portugal, aguardando que otras unidades militares se sumaran al movimiento. Como esto no se producía los conjurados concretaron "su programa liberal con el ánimo de agrupar a la oposición al Gobierno [del conde de San Luis] y conseguir más elementos de presión sobre la reina". Así fue como surgió el Manifiesto de Manzanares, escrito por Antonio Cánovas del Castillo aconsejado por el general Serrano, hecho público el 7 de julio en el que se prometía la "regeneración liberal" mediante la aprobación de nuevas leyes de imprenta y electoral, la convocatoria de Cortes, la descentralización administrativa y el restablecimiento de la Milicia nacional, todas ellas propuestas clásicas del Partido Progresista.
Fue entonces cuando empezó la segunda fase de la que se llamaría después la "revolución de 1854" cuyo protagonismo correspondió a los progresistas y a los demócratas que iniciaron la insurrección el 14 de julio en Barcelona y el 17 de julio en Madrid, que fue secundada en otros lugares donde también se formaron juntas. La reina destituyó ese mismo día 17 de julio al conde de San Luis sustituyéndolo por el general Fernando Fernández de Córdova que formó un gobierno en el que había moderados "puritanos" y progresistas pero este solo duró dos días siendo sustituido por el duque de Rivas, cuyo gobierno tuvo la misma duración, hasta que la Corona se decidió a llamar al general Baldomero Espartero para que formara gobierno. Así dio comienzo el bienio progresista (1854-1856).